# Skate (Silk Sonic)
Skate is een nummer van het Amerikaanse superduo Silk Sonic, bestaande uit Bruno Mars en Anderson Paak. Zij schreven het nummer samen met Dernst Emile II, James Fauntleroy, Domitille Degalle en DJ Beck. Mars en Emile (onder zijn artiestennaam D'Mile) namen de productie voor hun rekening. In juli 2021 werd het uitgebracht als tweede single van het debuutalbum An Evening with Silk Sonic.

## Achtergrond
Het nummer is de tweede die Mars en Paak samen uitbrachten onder de naam Silk Sonic. Mars vertelde over het nummer dat het ontstond toen ze zichzelf inbeeldden in het midden van een rolschaatsbaan. Hij voegde toe: "Ik wilde ook conga's spelen en dan is dit wat je krijgt. Je krijgt een nummer genaamd 'Skate'." Skate werd gekozen als tweede single omdat het lekker weer was, vertelde Mars: "Ik hoop dat iedereen buiten is, bij het zwembad, op het strand of aan het barbecueën en dan naar Silk Sonic luistert."

## Hitnoteringen en prijzen
Skate bereikte de eerste plek van de hitlijst in Israël, maar wist in geen enkel ander land de bovenste tien te bereiken. Hierna was de hoogste notering de twaalfde in Nieuw-Zeeland, gevolgd door een veertiende plaats in de Billboard Hot 100. In de Nederlandse Top 40 stond het vijf weken met een vierentwintigste plaats als hoogste notering. Skate werd daarnaast verkozen tot 3FM Megahit.

### Nederlandse Top 40
| Hitnotering: 14-08-2021 t/m 11-09-2021 | Hitnotering: 14-08-2021 t/m 11-09-2021 | Hitnotering: 14-08-2021 t/m 11-09-2021 | Hitnotering: 14-08-2021 t/m 11-09-2021 | Hitnotering: 14-08-2021 t/m 11-09-2021 | Hitnotering: 14-08-2021 t/m 11-09-2021 | Hitnotering: 14-08-2021 t/m 11-09-2021 |
| Week:                                  | 1                                      | 2                                      | 3                                      | 4                                      | 5                                      |                                        |
| -------------------------------------- | -------------------------------------- | -------------------------------------- | -------------------------------------- | -------------------------------------- | -------------------------------------- | -------------------------------------- |
| Positie:                               | 28                                     | 24                                     | 24                                     | 28                                     | 32                                     | uit                                    |